# 3-羟基丙酸
3-羟基丙酸（英語：3-Hydroxypropionic acid）是一种分子式为C3H6O3的β-羟基羧酸，其酸度系数pKa为4.5。3-羟基丙酸易溶于水，可溶于乙醇和二乙醚，在蒸馏后会脱水形成丙烯酸。
3-羟基丙酸在工业上通常由微生物发酵制备，常用于合成丙烯酸酯。